# Encyclia obtusa
Encyclia obtusa là một loài thực vật có hoa trong họ Lan. Loài này được (A.DC.) Schltr. mô tả khoa học đầu tiên năm 1918.